# Natriuretisk förmaksfaktor

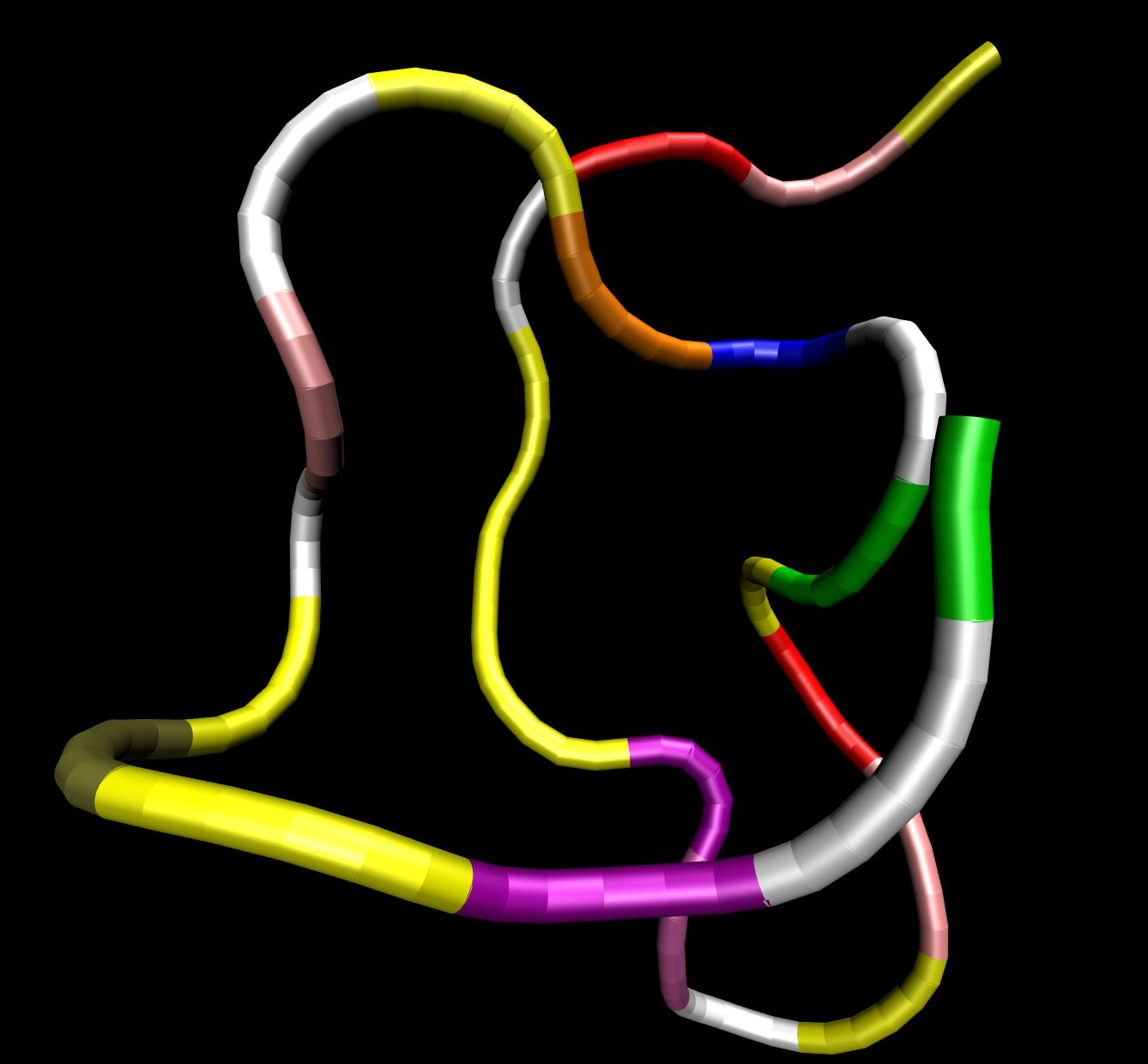
Kemisk struktur på natriuretisk förmaksfaktor.

Natriuretisk förmaksfaktor, atriell natriuretisk faktor (ANF) eller atriell natriuretisk peptid (ANP), är en natriuretisk peptid som räknas som ett peptidhormon. Dess främsta uppgift är att bidra till natriumregleringen i njurarna.
ANP är en peptid som består av 28 aminosyror. Den bildas i hjärtats förmak, men också i kamrarna vid sjukliga förändringar. I njurarna reglerar ANP kraftigt utsöndringen av natrium, varigenom den spelar en stor roll i osmoregleringen eftersom vattenmängden i blodet därmed minskar. Den verkar också kraftigt i blodkärlen genom att utvidga dem. Höga värden ANP orsakar vasodilation och lägre blodtryck.
ANP blockerar bland annat angiotensin II, aldosteron och vasopressin. Det har också pågått försök med ANP-behandling för sjukdomar i hjärtat och njurar samt hypervolemi (för mycket vätska i blodet).